# Miodrag Džudović
Miodrag Džudović (Plav, 6 de setembro de 1979) é um futebolista profissional montenegrino, zagueiro central. Conhecido por sua passagem pelo PFC Spartak Nalchik.

## Carreira

### Jezero Plav
Se profissionalizou no Jezero Plav atuando de 1999 a 2003.

### Volyn Lutsk
Em 2004, assinou com o 	Volyn Lutsk para atuar na liga ucraniana, fez 38 partidas e um gol na equipe do Volyn.

### Spartak Nalchik
Miodrag Džudović assinou com o PFC Spartak Nalchik, em 2005. Na equipe ganhou espaço e disputou tanto a primeira e segunda divisão local. No clube fez 185 partidas até 2013.

### Irtysh Pavlodar
Em Novembro de 2014, Džudović acertou com FC Irtysh Pavlodar e jogou apenas uma temporada na equipe cazaque.

## Seleção
Em 2008, fez sua estreia na Seleção Montenegrina de Futebol.